# Songs of the Century

Songs of the Century (en français « Chansons du siècle ») est une liste de chansons construite et publiée en 2001 aux États-Unis par la Recording Industry Association of America (RIAA).
Elle représente beaucoup de genres musicaux et de périodes du XXe siècle. Le but était de résumer la culture musicale des États-Unis dans les établissements d'enseignements. Pour cela, des centaines d'hommes politiques, de personnes exerçant dans le domaine de la musique et des médias, de professeurs et d'étudiants ont été interviewés. Une liste de 365 chansons a été établie

## Liste
| Rang | Titre                                               | Interprète                           |
| ---- | --------------------------------------------------- | ------------------------------------ |
| 1    | Over the Rainbow                                    | Judy Garland                         |
| 2    | White Christmas                                     | Bing Crosby                          |
| 3    | This Land Is Your Land                              | Woody Guthrie                        |
| 4    | Respect                                             | Aretha Franklin                      |
| 5    | American Pie                                        | Don McLean                           |
| 6    | Boogie Woogie Bugle Boy                             | The Andrews Sisters                  |
| 7    | West Side Story (album)                             | Original Cast                        |
| 8    | Take Me Out to the Ball Game                        | Billy Murray                         |
| 9    | You've Lost That Lovin' Feelin'                     | The Righteous Brothers               |
| 10   | The Entertainer                                     | Scott Joplin                         |
| 11   | In the Mood                                         | Glenn Miller Orchestra               |
| 12   | Rock Around the Clock                               | Bill Haley & His Comets              |
| 13   | When the Saints Go Marching In                      | Louis Armstrong                      |
| 14   | You Are My Sunshine                                 | Jimmie Davis                         |
| 15   | Mack the Knife                                      | Bobby Darin                          |
| 16   | (I Can't Get No) Satisfaction                       | The Rolling Stones                   |
| 17   | Take the "A" Train                                  | Duke Ellington Orchestra             |
| 18   | Blueberry Hill                                      | Fats Domino                          |
| 19   | God Bless America                                   | Kate Smith                           |
| 20   | The Stars and Stripes Forever                       | Sousa’s Band                         |
| 21   | I Heard It Through the Grapevine                    | Marvin Gaye                          |
| 22   | (Sittin' on) The Dock of the Bay                    | Otis Redding                         |
| 23   | I Left My Heart in San Francisco                    | Tony Bennett                         |
| 24   | Good Vibrations                                     | The Beach Boys                       |
| 25   | Stand by Me                                         | Ben E. King                          |
| 26   | Stormy Weather                                      | Lena Horne                           |
| 27   | Johnny B. Goode                                     | Chuck Berry                          |
| 28   | I Want to Hold Your Hand                            | The Beatles                          |
| 29   | Midnight Train to Georgia                           | Gladys Knight & the Pips             |
| 30   | Imagine                                             | John Lennon                          |
| 31   | Rudolph the Red Nosed Reindeer                      | Gene Autry                           |
| 32   | The Twist                                           | Chubby Checker                       |
| 33   | Happy Trails                                        | Roy Rogers & Dale Evans              |
| 34   | Your Cheatin' Heart                                 | Hank Williams                        |
| 35   | Swing Low, Sweet Chariot                            | Fisk Jubilee Singers                 |
| 36   | The Sound of Music (album)                          | Original Cast                        |
| 37   | 'Round Midnight                                     | Thelonious Monk                      |
| 38   | What's Love Got to Do with It                       | Tina Turner                          |
| 39   | Over There                                          | The American Quartet                 |
| 40   | Stardust                                            | Hoagy Carmichael                     |
| 41   | Ain't Misbehavin'                                   | Fats Waller                          |
| 42   | Georgia on My Mind                                  | Ray Charles                          |
| 43   | Oh, Pretty Woman                                    | Roy Orbison                          |
| 44   | Every Breath You Take                               | The Police                           |
| 45   | My Girl                                             | The Temptations                      |
| 46   | Hotel California                                    | Eagles                               |
| 47   | Happy Days Are Here Again                           | Ben Selvin                           |
| 48   | Stand by Your Man                                   | Tammy Wynette                        |
| 49   | Take Five                                           | Dave Brubeck                         |
| 50   | America the Beautiful                               | Louise Homer                         |
| 51   | When a Man Loves a Woman                            | Percy Sledge                         |
| 52   | Light My Fire                                       | The Doors                            |
| 53   | Stairway to Heaven                                  | Led Zeppelin                         |
| 54   | Sweet Georgia Brown                                 | Ben Bernie & His Orchestra           |
| 55   | When You Wish upon a Star                           | Cliff Edwards                        |
| 56   | Yesterday                                           | The Beatles                          |
| 57   | Louie Louie                                         | The Kingsmen                         |
| 58   | God Bless the Child                                 | Billie Holiday                       |
| 59   | Born in the U.S.A.                                  | Bruce Springsteen                    |
| 60   | The Girl from Ipanema                               | Stan Getz/Astrud Gilberto            |
| 61   | I Walk the Line                                     | Johnny Cash                          |
| 62   | The Star-Spangled Banner                            | John McCormack                       |
| 63   | Oh Happy Day                                        | The Edwin Hawkins Singers            |
| 64   | Great Balls of Fire                                 | Jerry Lee Lewis                      |
| 65   | What's Going On                                     | Marvin Gaye                          |
| 66   | Oklahoma! (album)                                   | Original Cast                        |
| 67   | Zip-A-Dee-Doo-Dah                                   | Johnny Mercer                        |
| 68   | Don't Be Cruel / Hound Dog                          | Elvis Presley                        |
| 69   | St. Louis Blues                                     | W. C. Handy                          |
| 70   | Yankee Doodle                                       | Vess L. Ossman                       |
| 71   | California Dreamin’                                 | The Mamas and the Papas              |
| 72   | On the Road Again                                   | Willie Nelson                        |
| 73   | Auld Lang Syne                                      | Frank Stanley                        |
| 74   | Summertime                                          | Sidney Bechet                        |
| 75   | Theme from Shaft                                    | Isaac Hayes                          |
| 76   | Beat It                                             | Michael Jackson                      |
| 77   | Sentimental Journey                                 | Les Brown Orchestra/Doris Day        |
| 78   | Blue Suede Shoes                                    | Carl Perkins                         |
| 79   | The Sound of Silence                                | Simon and Garfunkel                  |
| 80   | Smells Like Teen Spirit                             | Nirvana                              |
| 81   | It Had to Be You                                    | Isham Jones Orchestra                |
| 82   | Minnie the Moocher                                  | Cab Calloway                         |
| 83   | Sixteen Tons                                        | Tennessee Ernie Ford                 |
| 84   | What a Wonderful World                              | Louis Armstrong                      |
| 85   | Fire and Rain                                       | James Taylor                         |
| 86   | Y.M.C.A.                                            | Village People                       |
| 87   | Heartbreak Hotel                                    | Elvis Presley                        |
| 88   | King of the Road                                    | Roger Miller                         |
| 89   | I Will Survive                                      | Gloria Gaynor                        |
| 90   | Ave Maria                                           | Marian Anderson                      |
| 91   | Begin the Beguine                                   | Artie Shaw Orchestra                 |
| 92   | Like a Rolling Stone                                | Bob Dylan                            |
| 93   | Stop! In the Name of Love                           | The Supremes                         |
| 94   | Stayin' Alive                                       | Bee Gees                             |
| 95   | 1999                                                | Prince                               |
| 96   | Please Remember Me                                  | Tim McGraw                           |
| 97   | Porgy and Bess (album)                              | Original Cast                        |
| 98   | Back in the Saddle Again                            | Gene Autry                           |
| 99   | Shake, Rattle and Roll                              | Joe Turner                           |
| 100  | In the Still of the Night                           | The Five Satins                      |
| 101  | Killing Me Softly with His Song                     | Roberta Flack                        |
| 102  | Friends in Low Places                               | Garth Brooks                         |
| 103  | Charleston                                          | Arthur Gibbs & His Gang              |
| 104  | A-Tisket, A-Tasket                                  | Ella Fitzgerald                      |
| 105  | When Irish Eyes Are Smiling                         | Chauncey Olcott                      |
| 106  | The Times They Are A-Changin'                       | Bob Dylan                            |
| 107  | I Fall to Pieces                                    | Patsy Cline                          |
| 108  | I Will Always Love You                              | Whitney Houston                      |
| 109  | Mona Lisa                                           | Nat King Cole                        |
| 110  | Blowin' in the Wind                                 | Bob Dylan                            |
| 111  | Peggy Sue                                           | Buddy Holly                          |
| 112  | Lean on Me                                          | Bill Withers                         |
| 113  | Kind of Blue (album)                                | Miles Davis                          |
| 114  | I'm So Lonesome I Could Cry                         | Hank Williams                        |
| 115  | Proud Mary                                          | Creedence Clearwater Revival         |
| 116  | Will the Circle Be Unbroken                         | The Carter Family                    |
| 117  | Puttin' on the Ritz                                 | Harry Richman                        |
| 118  | Layla                                               | Derek and the Dominos                |
| 119  | Jump                                                | Van Halen                            |
| 120  | I Still Haven't Found What I'm Looking For          | U2                                   |
| 121  | We Are the World                                    | USA for Africa                       |
| 122  | Girls Just Want to Have Fun                         | Cyndi Lauper                         |
| 123  | My Fair Lady (album)                                | Original Cast                        |
| 124  | Swanee                                              | Al Jolson                            |
| 125  | Let Me Call You Sweetheart                          | The Peerless Quartet                 |
| 126  | Makin' Whoopee                                      | Eddie Cantor                         |
| 127  | The Tracks of My Tears                              | The Miracles                         |
| 128  | I Wanna Be Loved by You                             | Marilyn Monroe                       |
| 129  | Pennies from Heaven                                 | Bing Crosby                          |
| 130  | Tutti Frutti                                        | Little Richard                       |
| 131  | Brown Eyed Girl                                     | Van Morrison                         |
| 132  | I Only Have Eyes For You                            | The Flamingos                        |
| 133  | Born to Be Wild                                     | Steppenwolf                          |
| 134  | Superstition                                        | Stevie Wonder                        |
| 135  | Born to Run                                         | Bruce Springsteen                    |
| 136  | On the Good Ship Lollipop                           | Shirley Temple                       |
| 137  | Wabash Cannonball                                   | Roy Acuff                            |
| 138  | Unchained Melody                                    | Righteous Brothers                   |
| 139  | Dancing in the Street                               | Martha & the Vandellas               |
| 140  | Ain't No Mountain High Enough                       | Marvin Gaye / Tammi Terrell          |
| 141  | Piano Man                                           | Billy Joel                           |
| 142  | Joy to the World                                    | Three Dog Night                      |
| 143  | Losing My Religion                                  | R.E.M.                               |
| 144  | My Way                                              | Frank Sinatra                        |
| 145  | Let's Stay Together                                 | Al Green                             |
| 146  | We Are the Champions/We Will Rock You               | Queen                                |
| 147  | Purple Rain                                         | Prince                               |
| 148  | Dancing Queen                                       | ABBA                                 |
| 149  | A Love Supreme (album)                              | John Coltrane                        |
| 150  | Wake Up Little Susie                                | The Everly Brothers                  |
| 151  | Shout                                               | The Isley Brothers                   |
| 152  | I Got You (I Feel Good)                             | James Brown                          |
| 153  | The Thrill Is Gone                                  | B. B. King                           |
| 154  | Alexander's Ragtime Band                            | Boswell Sisters                      |
| 155  | Bo Diddley                                          | Bo Diddley                           |
| 156  | Banana Boat (Day-O)                                 | Harry Belafonte                      |
| 157  | Ring of Fire                                        | Johnny Cash                          |
| 158  | Donna / La bamba                                    | Ritchie Valens                       |
| 159  | The Lion Sleeps Tonight                             | The Tokens                           |
| 160  | Take Me Home, Country Roads                         | John Denver                          |
| 161  | Material Girl                                       | Madonna                              |
| 162  | Rapper's Delight                                    | The Sugarhill Gang                   |
| 163  | Goodnight Irene                                     | Leadbelly                            |
| 164  | Tequila                                             | The Champs                           |
| 165  | Que sera, sera (Whatever Will Be, Will Be)          | Doris Day                            |
| 166  | Turn! Turn! Turn! (To Everything There Is a Season) | The Byrds                            |
| 167  | Sgt. Pepper's Lonely Hearts Club Band (album)       | The Beatles                          |
| 168  | Soul Man                                            | Sam & Dave                           |
| 169  | You Are the Sunshine of My Life                     | Stevie Wonder                        |
| 170  | Thanks for the Memory                               | Bob Hope / Shirley Ross              |
| 171  | Raindrops Keep Fallin' on My Head                   | B. J. Thomas                         |
| 172  | Moon River                                          | Henry Mancini                        |
| 173  | Free Bird                                           | Lynyrd Skynyrd                       |
| 174  | Misty                                               | Erroll Garner Trio                   |
| 175  | Chances Are                                         | Johnny Mathis                        |
| 176  | Love Letters                                        | Ketty Lester                         |
| 177  | I Love Rock 'n' Roll                                | Joan Jett & the Blackhearts          |
| 178  | Fast Car                                            | Tracy Chapman                        |
| 179  | Will You Love Me Tomorrow                           | The Shirelles                        |
| 180  | Leader of the Pack                                  | The Shangri-Las                      |
| 181  | In the Midnight Hour                                | Wilson Pickett                       |
| 182  | Why Do Fools Fall in Love                           | Frankie Lymon & The Teenagers        |
| 183  | I Can See Clearly Now                               | Johnny Nash                          |
| 184  | Oye Como Va                                         | Santana                              |
| 185  | Coal Miner’s Daughter                               | Loretta Lynn                         |
| 186  | Cat's in the Cradle                                 | Harry Chapin                         |
| 187  | Mammas Don't Let Your Babies Grow Up to Be Cowboys  | Waylon Jennings / Willie Nelson      |
| 188  | The Gambler                                         | Kenny Rogers                         |
| 189  | Bye Bye Blackbird                                   | Gene Austin                          |
| 190  | Smoke Gets in Your Eyes                             | The Platters                         |
| 191  | (You Gotta) Fight for Your Right (To Party!)        | Beastie Boys                         |
| 192  | We Are Family                                       | Sister Sledge                        |
| 193  | (They Long to Be) Close to You                      | The Carpenters                       |
| 194  | Maggie May                                          | Rod Stewart                          |
| 195  | Night and Day                                       | Fred Astaire                         |
| 196  | Brother, Can You Spare a Dime?                      | Rudy Vallee                          |
| 197  | Tom Dooley                                          | The Kingston Trio                    |
| 198  | Tennessee Waltz                                     | Patti Page                           |
| 199  | If You Don't Know Me by Now                         | Harold Melvin and the Blue Notes     |
| 200  | Goodbye Yellow Brick Road                           | Elton John                           |
| 201  | U Can't Touch This                                  | MC Hammer                            |
| 202  | Smooth                                              | Santana & Rob Thomas                 |
| 203  | Livin' La Vida Loca                                 | Ricky Martin                         |
| 204  | How Great Thou Art                                  | George Beverly Shea                  |
| 205  | Sing Sing Sing                                      | Benny Goodman Orchestra              |
| 206  | Hair (album)                                        | Original Cast                        |
| 207  | Tumbling Tumbleweeds                                | The Sons of the Pioneers             |
| 208  | What the World Needs Now Is Love                    | Jackie DeShannon                     |
| 209  | Crying                                              | Roy Orbison                          |
| 210  | Sweet Child O' Mine                                 | Guns N’ Roses                        |
| 211  | One O'Clock Jump                                    | Count Basie Orchestra                |
| 212  | Downtown                                            | Petula Clark                         |
| 213  | It's Too Late / I Feel the Earth Move               | Carole King                          |
| 214  | Celebration                                         | Kool & The Gang                      |
| 215  | So in Love                                          | The Tymes                            |
| 216  | You're So Vain                                      | Carly Simon                          |
| 217  | Heart of Glass                                      | Blondie                              |
| 218  | Blue Moon of Kentucky                               | Bill Monroe / Blue Grass Boys        |
| 219  | Teen Angel                                          | Mark Dinning                         |
| 220  | Ornithology (album)                                 | Charlie Parker Sextet                |
| 221  | We Shall Overcome                                   | Joan Baez                            |
| 222  | Something to Talk About                             | Bonnie Raitt                         |
| 223  | Take My Hand, Precious Lord                         | Thomas A. Dorsey                     |
| 224  | South Pacific (album)                               | Original Cast                        |
| 225  | Runaround Sue                                       | Dion and the Belmonts                |
| 226  | Tea for Two                                         | Art Tatum                            |
| 227  | Summertime Blues                                    | Eddie Cochran                        |
| 228  | Everybody Loves Somebody                            | Dean Martin                          |
| 229  | It's My Party                                       | Lesley Gore                          |
| 230  | The Loco-Motion                                     | Little Eva                           |
| 231  | On Broadway                                         | The Drifters                         |
| 232  | Me and Bobby McGee                                  | Janis Joplin                         |
| 233  | Time in a Bottle                                    | Jim Croce                            |
| 234  | Margaritaville                                      | Jimmy Buffett                        |
| 235  | Bitches Brew (album)                                | Miles Davis                          |
| 236  | Kansas City                                         | Wilbert Harrison                     |
| 237  | Earth Angel                                         | The Penguins                         |
| 238  | Got My Mojo Working                                 | Muddy Waters                         |
| 239  | People Get Ready                                    | The Impressions                      |
| 240  | The House of the Rising Sun                         | The Animals                          |
| 241  | White Rabbit                                        | Jefferson Airplane                   |
| 242  | Graceland                                           | Paul Simon                           |
| 243  | Love Shack                                          | The B-52’s                           |
| 244  | I Believe I Can Fly                                 | R. Kelly                             |
| 245  | All I Wanna Do                                      | Sheryl Crow                          |
| 246  | My Heart Will Go On                                 | Céline Dion                          |
| 247  | My Old Kentucky Home                                | Geraldine Farrar                     |
| 248  | Abraham, Martin & John                              | Dion                                 |
| 249  | The King and I (album)                              | Original Cast                        |
| 250  | At the Hop                                          | Danny & the Juniors                  |
| 251  | What'd I Say                                        | Ray Charles                          |
| 252  | Mr. Sandman                                         | The Chordettes                       |
| 253  | Be My Baby                                          | The Ronettes                         |
| 254  | I Got You Babe                                      | Sonny and Cher                       |
| 255  | The Devil Went Down to Georgia                      | Charlie Daniels Band                 |
| 256  | Flashdance... What a Feeling                        | Irene Cara                           |
| 257  | Burning Down the House                              | Talking Heads                        |
| 258  | Achy Breaky Heart                                   | Billy Ray Cyrus                      |
| 259  | Wide Open Spaces                                    | Dixie Chicks                         |
| 260  | The Music Man (album)                               | Original Cast                        |
| 261  | Walk On By                                          | Dionne Warwick                       |
| 262  | Ramblin' Man                                        | The Allman Brothers Band             |
| 263  | Move On Up a Little Higher                          | Mahalia Jackson                      |
| 264  | I'm So Excited                                      | The Pointer Sisters                  |
| 265  | That Old Black Magic                                | Louis Prima/Keely Smith              |
| 266  | Reach Out I'll Be There                             | Four Tops                            |
| 267  | Walk This Way                                       | Aerosmith                            |
| 268  | Bette Davis Eyes                                    | Kim Carnes                           |
| 269  | The Wind Beneath My Wings                           | Bette Midler                         |
| 270  | Change the World                                    | Eric Clapton                         |
| 271  | If I Didn't Care                                    | The Ink Spots                        |
| 272  | Paper Doll                                          | The Mills Brothers                   |
| 273  | Strange Fruit                                       | Billie Holiday                       |
| 274  | Ode to Billie Joe                                   | Bobbie Gentry                        |
| 275  | Strangers in the Night                              | Frank Sinatra                        |
| 276  | War                                                 | Edwin Starr                          |
| 277  | Behind Closed Doors                                 | Charlie Rich                         |
| 278  | Old Time Rock & Roll                                | Bob Seger                            |
| 279  | We Got the Beat                                     | The Go-Go’s                          |
| 280  | The Message                                         | Grandmaster Flash & the Furious Five |
| 281  | You're the Top                                      | Ethel Merman                         |
| 282  | My Guy                                              | Mary Wells                           |
| 283  | You Send Me                                         | Sam Cooke                            |
| 284  | By the Time I Get to Phoenix                        | Glen Campbell                        |
| 285  | Everybody's Talkin'                                 | Nilsson                              |
| 286  | Heart of Gold                                       | Neil Young                           |
| 287  | Jack & Diane                                        | John Mellencamp                      |
| 288  | Fight the Power                                     | Public Enemy                         |
| 289  | Me and My Shadow                                    | Whispering Jack Smith                |
| 290  | Deep in the Heart of Texas                          | Alvino Rey Orchestra                 |
| 291  | For What It’s Worth                                 | Buffalo Springfield                  |
| 292  | That's What Friends Are For                         | Dionne Warwick & Friends             |
| 293  | You're Still the One                                | Shania Twain                         |
| 294  | Birdland (album)                                    | Weather Report                       |
| 295  | Go Your Own Way                                     | Fleetwood Mac                        |
| 296  | Another Brick in the Wall                           | Pink Floyd                           |
| 297  | (Ghost) Riders in the Sky                           | Vaughn Monroe                        |
| 298  | The Way We Were                                     | Barbra Streisand                     |
| 299  | 9 to 5                                              | Dolly Parton                         |
| 300  | Grease (album)                                      | Original Cast                        |
| 301  | Don't Worry, Be Happy                               | Bobby McFerrin                       |
| 302  | Who's Sorry Now                                     | Connie Francis                       |
| 303  | That's the Way (I Like It)                          | KC and the Sunshine Band             |
| 304  | Yes! We Have No Bananas                             | Billy Jones                          |
| 305  | On Top of Old Smoky                                 | The Weavers                          |
| 306  | You Really Got Me                                   | The Kinks                            |
| 307  | Ohio                                                | Crosby, Stills, Nash and Young       |
| 308  | Free Fallin'                                        | Tom Petty & the Heartbreakers        |
| 309  | This Kiss                                           | Faith Hill                           |
| 310  | Body and Soul                                       | Coleman Hawkins Orchestra            |
| 311  | I Am Woman                                          | Helen Reddy                          |
| 312  | Show Boat (album)                                   | Original Cast                        |
| 313  | This Masquerade                                     | George Benson                        |
| 314  | Some of These Days                                  | Sophie Tucker                        |
| 315  | Down Hearted Blues                                  | Bessie Smith                         |
| 316  | New San Antonio Rose                                | Bob Wills & the Texas Playboys       |
| 317  | How High the Moon                                   | Les Paul/Mary Ford                   |
| 318  | I'm Sorry                                           | Brenda Lee                           |
| 319  | Everyday People                                     | Sly & the Family Stone               |
| 320  | When Will I Be Loved                                | Linda Ronstadt                       |
| 321  | Uncle John's Band                                   | Grateful Dead                        |
| 322  | Faith                                               | George Michael                       |
| 323  | Up Where We Belong                                  | Joe Cocker/Jennifer Warnes           |
| 324  | All My Rowdy Friends Are Coming Over Tonight        | Hank Williams Jr.                    |
| 325  | Candle in the Wind                                  | Elton John                           |
| 326  | El Shaddai                                          | Amy Grant                            |
| 327  | Salt Peanuts                                        | Dizzy Gillespie                      |
| 328  | Zodiac Suite (album)                                | Mary Lou Williams                    |
| 329  | Vesti la giubba                                     | Enrico Caruso                        |
| 330  | Whispering                                          | Paul Whiteman Orch.                  |
| 331  | Blue Yodel (T for Texas)                            | Jimmie Rodgers                       |
| 332  | Boogie Chillen                                      | John Lee Hooker                      |
| 333  | The Battle of New Orleans                           | Johnny Horton                        |
| 334  | She Works Hard for the Money                        | Donna Summer                         |
| 335  | I Want You Back                                     | The Jackson Five                     |
| 336  | He Stopped Loving Her Today                         | George Jones                         |
| 337  | Men in Black                                        | Will Smith                           |
| 338  | El Paso                                             | Marty Robbins                        |
| 339  | I'll Fly Away                                       | The Chuck Wagon Gang                 |
| 340  | Rockit                                              | Herbie Hancock                       |
| 341  | King Porter Stomp                                   | Jelly Roll Morton                    |
| 342  | Cross Road Blues                                    | Robert Johnson                       |
| 343  | Cattle Call                                         | Eddy Arnold                          |
| 344  | Tiger Rag                                           | The Original Dixieland Jazz Band     |
| 345  | The Prisoner's Song                                 | Vernon Dalhart                       |
| 346  | Yakety Yak                                          | The Coasters                         |
| 347  | Big Yellow Taxi                                     | Joni Mitchell                        |
| 348  | Higher Love                                         | Steve Winwood                        |
| 349  | No Charge                                           | Shirley Caesar                       |
| 350  | My Home's in Alabama                                | Alabama                              |
| 351  | One Sweet Day                                       | Mariah Carey & Boyz II Men           |
| 352  | I Hope You Dance                                    | Lee Ann Womack                       |
| 353  | Don't Let Nobody Turn You Around                    | The Fairfield Four                   |
| 354  | The In Crowd                                        | Ramsey Lewis Trio                    |
| 355  | Near You                                            | Francis Craig Orchestra              |
| 356  | Sing Me Back Home                                   | Merle Haggard                        |
| 357  | Django                                              | Modern Jazz Quartet                  |
| 358  | Respect Yourself                                    | The Staple Singers                   |
| 359  | Doo Wop (That Thing)                                | Lauryn Hill                          |
| 360  | Mama He's Crazy                                     | The Judds                            |
| 361  | No Scrubs                                           | TLC                                  |
| 362  | Saturday in the Park                                | Chicago                              |
| 363  | Bills, Bills, Bills                                 | Destiny’s Child                      |
| 364  | Addictive Love                                      | BeBe & CeCe Winans                   |
| 365  | All Along the Watchtower                            | Jimi Hendrix                         |